# Farmdale (métro de Los Angeles)
Farmdale, anciennement Cienega, est une station du métro de Los Angeles desservie par les rames de la ligne E et située dans le quartier West Adams à Los Angeles en Californie.

## Localisation
Station du métro de Los Angeles située en surface, Farmdale est située sur une section de la ligne E à l'intersection de Exposition Boulevard et de Farmdale Avenue dans le quartier West Adams au sud-ouest de Downtown Los Angeles.

## Histoire
En service de 1875 à 1953 en tant que gare des réseaux de chemin de fer Los Angeles and Independance et Pacific Electric, la station Expo/Crenshaw est remise en service le 28 avril 2012, lors de l'ouverture de la ligne E.

## Service

### Desserte
Farmdale est desservie par les rames de la ligne E du métro.

### Intermodalité
La station est desservie par la ligne d'autobus 38 de Metro.

## Architecture et œuvres d'art
Une œuvre de l'artiste Michael Massenburg nommée All in a Day orne la station, celle-ci représente des scènes de la vie quotidienne des habitants du quartier West Adams.